# Ланди, Джессика
Джессика Ланди (англ. Jessica Lundy, род. 20 марта 1966) — американская актриса, известная благодаря ролям на телевидении. Она наиболее известна благодаря главной роли в ситкоме NBC «Хоуп и Глория», где она снималась с Синтией Стивенсон в 1995-96 годах.
Ланди родилась в Сан-Диего, штат Калифорния. После окончания Нью-Йоркского университета, Ланди дебютировала в фильме «Яркие огни, большой город», после чего появилась в комедиях «Гольф-клуб 2» и «Сумасшедший дом». В 1990-х она переместилась на телевидение, где в сезоне 1990-91 годов снималась в недолго просуществовавшем сериале CBS Over My Dead Body. С тех пор Ланди имела регулярные роли в неудачных ситкомах «Детский лепет» (ABC, 1991-92), «Вторая половина» (NBC, 1993-94) и «Некоторые из моих лучших друзей» (CBS, 2001). Все они были закрыты после одного сезона. Лишь ситком «Хоуп и Глория» просуществовал более одного сезона в карьере Ланди.
В 1996 году Ланди сыграла свою первую и последнюю главную женскую роль на большом экране, в провальной комедии «Семейка придурков» с Томом Арнольдом. В 2000-х она исполняла гостевые роли во множестве телевизионных шоу, включая «Без следа», «Детектив Монк», «Мёртвые до востребования», «Мыслить как преступник», «Касл» и «Два с половиной человека».

## Фильмография
- Яркие огни, большой город (1988)
- Гольф-клуб 2 (1988)
- Поцелуй вампира (1988)
- Сумасшедший дом (1990)
- Одинокая белая женщина (1992)
- Я люблю неприятности (1994)
- Семейка придурков (1996)
- С пистолетом наголо (1997)
- Человек-ракета (1997)
- Кое-что о сексе (1998)
- 22 октября (1998)
- Немного безобидного секса (1998)
- Счастливого маленького Рождества! (2006)
- Ушедшие три дня (2008)